# Nélio José Nicolai
Nélio José Nicolai (Belo Horizonte, 27 de abril de 1940 – Brasília, 11 de outubro de 2017) foi um eletrotécnico brasileiro. Cursou eletrotécnica pelo Centro Federal de Educação Tecnológica de Minas Gerais (CEFET-MG), e desenvolveu posteriormente tecnologias na área de telecomunicações.
Nélio reivindicava ter inventado identificador de chamadas (ou Bina) além de também um "equipamento controlador de chamadas entrantes no terminal telefônico do usuário", registrado no Instituto Nacional da Propriedade Industrial (Brasil) em 7 de julho de 1992 (n. 92.026.249), e um "sinal de advertência em chamada entrante para terminal ocupado denominado de Salto", registrado no dia 6 do mês seguinte (n. 92.031.099).
Em 2003 a Justiça Federal do Rio de Janeiro suspendeu liminarmente os efeitos da patente n. PI9202624-9. A decisão notou evidências de que a tecnologia descrita na patente copiava invenções anteriores e não preenchia os requisitos legais. A decisão segue em vigor até hoje, já tendo sido confirmada cerca de 10 (dez) vezes por quatro juízes diferentes e pelo Tribunal Regional Federal da 2a Região.
Após 20 anos em disputa judicial, a 2ª Vara Cível do Tribunal de Justiça do Distrito Federal e dos Territórios determinou, em decisão liminar e sem a condução de exame pericial, que operadora indenize o inventor em 10% do valor cobrado pelo serviço de identificação de chamadas por usuários em cada aparelho. A operadora recorreu da decisão, que foi suspensa pelo Tribunal de Justiça do Distrito Federal e dos Territórios.

## Reconhecimento
O inventor recebeu as seguintes homenagens:
- Certificado e uma medalha de ouro da Organização Mundial da Propriedade Intelectual (WIPO/OMPI) e um selo da série Invenções Brasileiras, concedido pelo Ministério das Comunicações.
- Título de Grão Mestre da Ordem do Mérito das Comunicações
- Medalha do Mérito Irineu Marinho
- Medalha Roberto Simonsen (Patrono da Indústria)
- Medalha do Mérito Santos Dumont
- Honra ao Mérito da Cidade de Belo Horizonte
- Cidadão Honorário de Brasília
- Selo comemorativo dos Correios

## Morte
Nélio Nicolai morreu em 11 de outubro de 2017, aos 77 anos de idade.